# Гимнотови
Гимнотовите (Gymnotidae) са семейство актиноптери от разред Гимнотоподобни (Gymnotiformes).
Таксонът е описан за пръв път от Константен Самюел Рафинеск през 1810 година.

## Родове
- Electrophorus
- Gymnotus